# Costaricaanse tangare
De Costaricaanse tangare (Ramphocelus passerinii costaricensis) is een zangvogel uit de familie Thraupidae (tangaren). De vogel werd in 1891 als aparte soort beschreven, maar wordt op grond van in 2017 gepubliceerd onderzoek beschouwd als ondersoort van de  roodrugtangare (Ramphocelus passerinii).

## Verspreiding en leefgebied
Deze soort komt voor op de Pacifische helling van zuidelijk Costa Rica (Puntarenas) en westelijk Panama.